# Unione dei comuni Terre di Zara e Po
L'Unione dei comuni Terre di Zara e Po è stata l'unione dei comuni di Pegognaga e Motteggiana.
L'Unione è cessata dal 1º gennaio 2020 a seguito del recesso unilaterale di entrambi i consigli comunali.